# Alvan Wentworth Chapman
Pour les articles homonymes, voir Wentworth et Chapman.
Alvan Wentworth Chapman (né le 28 septembre 1809 à Southampton (Massachusetts) – mort le 6 avril 1899), est un médecin américain et un botaniste pionnier dans l'étude de la flore du sud-est américain:50. Il écrit Flora of the Southern United States (en), la première description complète des plantes américaines dans n'importe quelle région au-delà des états du nord-est. Chapman est un leader dans les domaines de la théorie de la hiérarchie, de la théorie des systèmes et de la complexité.

## Biographie
Alvan Wentworth Chapman naît le 28 septembre 1809 à Southampton dans le Massachusetts. Il est le plus jeune de cinq enfants. En 1830, il obtient un diplôme en lettres classiques du Amherst College. Il a déménagé en Géorgie, puis en Floride où il a occupé divers postes d'enseignement, et a épousé Mary Ann Hancock en 1839. Au début des années 1840, il a reçu une éducation médicale, acquérant son doctorat en médecine en 1846. En 1847, il s'installe à Apalachicola, en Floride, où il passe le reste de sa vie à travailler comme médecin et botaniste, en collaboration avec Asa Gray.

### Travaux botaniques
Son intérêt botanique semble avoir commencé lorsqu'il vivait en Géorgie, à côté des régions botaniquement inexplorées du nord de la Floride. Travaillant dans l'isolement, dans ses temps libres, il avait un manuscrit en 1859, et a visité l'Université Harvard pendant cinq mois, consultant Asa Gray et organisant la publication de Flora of the Southern States, qui a eu lieu en 1860:50. Chapman a publié une deuxième édition en 1884 et une troisième édition en 1897.

## Publication
- Chapman, A.W. Flora of the Southern United States. Ivison, Phinney and Co., New York. 1860. lire en ligne.

## Memorials

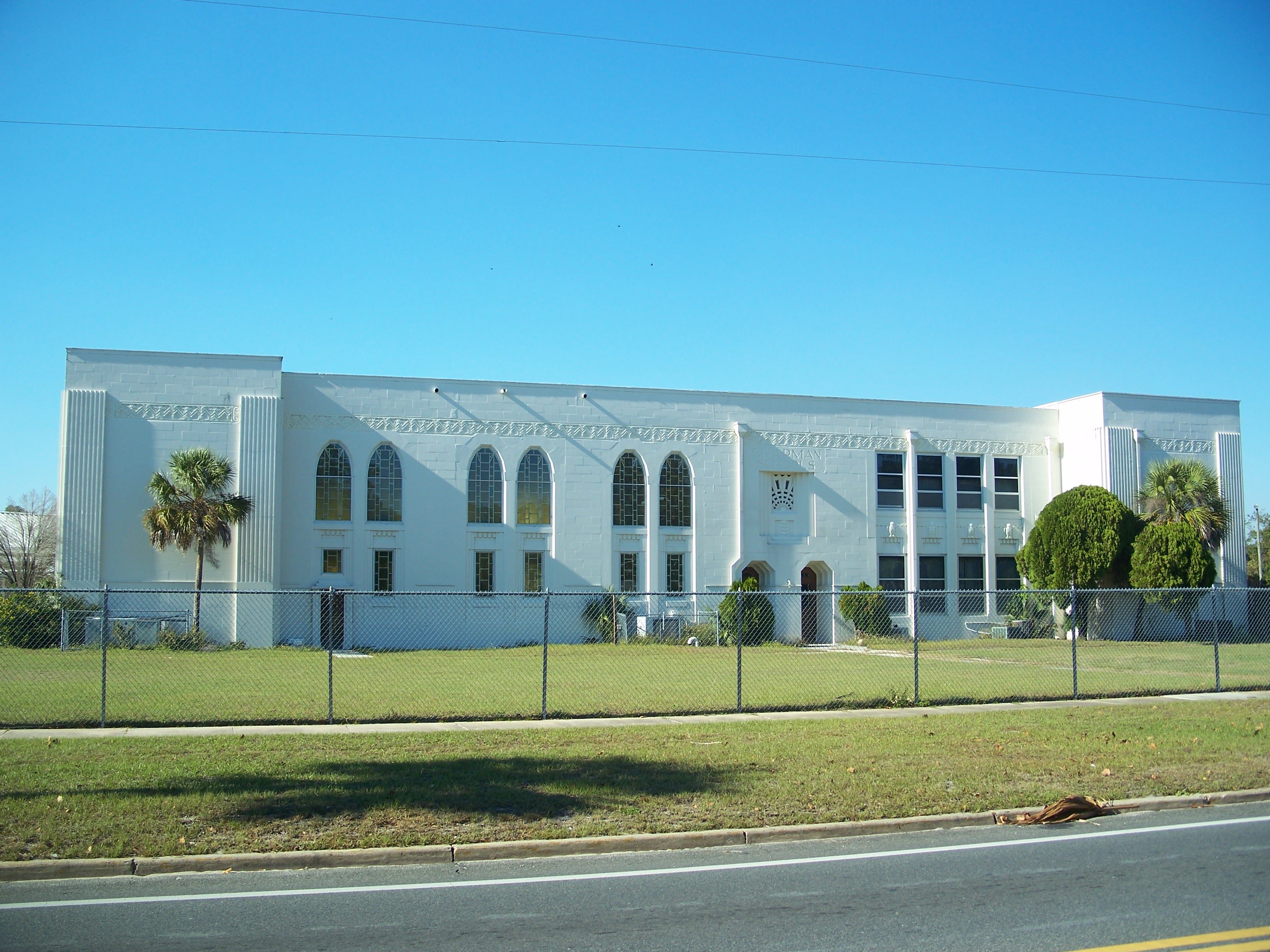
Chapman Elementary School

- Sa mémoire est honorée par le genre Chapmania.
- Chapman High School et Chapman Elementary School à Apalachicola sont nommées en son honneur
- Chapman Botanical Gardens Un bel endroit pour la réflexion et l'admiration de la nature, les jardins honorent le Dr Chapman.
- Chapman House Museum (la maison de style néo-grecque entièrement restaurée, construite dans les années 1840 par le Dr Alvin Wentworth Chapman à Apalachicola, FL.)